# Zona de Interés para la Defensa Nacional de España
La Zona de Interés para la Defensa Nacional es la forma en que el Gobierno de España establece los territorios, limitando los derechos correspondientes, que considera de especiales características para la defensa de España.
De esta forma se especifica en varias leyes estas zonas en que se pueden limitar los derechos sobre bienes.
Se basa en la Ley 8/1975, de 12 de marzo, de Zonas e instalaciones de interés para la Defensa Nacional, y el Real Decreto 689/1978 del 10 de febrero, que desarrolla el anterior.
En esta ley se divide en tres tipos zonas de interés de la defensa nacional como son la zona de seguridad próxima, la zona de seguridad lejana y la zona de acceso restringido, sobre las que recaen distintas limitaciones y prohibiciones de aprovechamiento, y eventualmente servidumbres que se indemnizarán según lo previsto en la legislación de expropiación forzosa como consta en el artículo 28.
En referencia a la Zona de Seguridad Próxima:

La zona próxima de seguridad tendrá la finalidad de garantizar en todas las direcciones el aislamiento y defensa inmediata de las instalaciones de que se trate, y asegurar el empleo eficaz de sus medios sobre los sectores de actuación que tuvieren encomendados.

En las Zonas próximas de seguridad no podrán realizarse, sin autorización del Ministerio de Defensa, obras, trabajos, instalaciones o actividades de clase alguna.

No, obstante, será facultad de las autoridades regionales autorizar los aprovechamientos agrícolas o forestales, así como las excavaciones o movimientos de tierras y construcción de cercas o setos, casetas o barracones de carácter temporal e instalaciones de líneas telegráficas, telefónicas y de transporte de la energía eléctrica, siempre que inequívocamente no obstaculicen las finalidades militares de la propia zona.

Las obras de mera conservación de las edificaciones o instalaciones ya existentes o previamente autorizadas, no requerirán autorización.

En referencia a la Zona de Seguridad Lejana:

La zona lejana de seguridad tendrá la finalidad de asegurar la actuación eficaz de los medios instalados.

En dicha zona solo será necesaria la previa autorización del Ministro de Defensa con la opción de delegar en autoridad regional, para realizar plantaciones arbóreas o arbustivas y levantar edificaciones o instalaciones de análoga superficie. La autorización solo podrá denegarse cuando impliquen perjuicio para el empleo óptimo de los medios integrados en la instalación militar de que se trate o queden expuestas a sufrir, por dicho empleo, daños susceptibles de indemnización.

Ley Orgánica 5/2005, de 17 de noviembre, de la Defensa Nacional en su artículo 30 establece:

En las zonas del territorio nacional consideradas de interés para la defensa, en las que se encuentren constituidas o se constituyan zonas de seguridad de instalaciones, militares o civiles, declaradas de interés militar, así como en aquellas en que las exigencias de la defensa o el interés del Estado lo aconsejen, podrán limitarse los derechos sobre los bienes propiedad de nacionales y extranjeros situados en ellas, de acuerdo con lo que se determine por ley.